# Half-Life 2: Episode One
Half-Life 2: Episode One (раніше знана як Half-Life 2: Aftermath) — продовження відеогри Half-Life 2 в жанрі шутера від першої особи, розроблене компанією Valve Corporation. Гра є першою частиною в дилогії епізодів — продовжень Half-Life 2. В Episode One використовується наступна версія рушія Source з підтримкою технології HDR.
Значну частину Episode One гравець проходить, взаємодіючи з керованим комп'ютером персонажем — Алікс Венс, що є нестандартним прийомом для серії Half-Life. Епізод складається з 5 розділів, розрахованих на 4-6 годин гри, та рекламного ролика другого епізоду. Сюжет гри продовжує історію Half-Life та Half-Life 2, і починається з моменту, на якому завершилася попередня гра: гравець в ролі Гордона Фрімена разом з Алікс Венс повинен встигнути втекти з охопленого хаосом Сіті 17, поки Цитадель Комбінату, якій Фрімен завдав непоправного збитку, не знищила разом з собою все місто.
Версія гри для ПК з'явилася в роздрібному продажі та системі онлайн-завантаження Steam 1 червня 2006 року. В країнах Співдружності Незалежних Держав коробкова версія була випущена 8 червня компанією «Бука». Episode One є самостійною грою, яка не вимагає встановленої Half-Life 2 і поставлялася разом з двома мережевими іграми: Half-Life 2: Deathmatch та Half-Life Deathmatch: Source. Гра входить до набору ігор від Valve під назвою The Orange Box, реліз якого для покупки через Steam та в роздріб відбувся 10 жовтня 2007 року. Тоді ж збірник було портовано для ігрової приставки Xbox 360. Версія набору для консолі Sony PlayStation 3 з'явилася 11 грудня 2007 року в США та Європі.

## Ігровий процес
Геймплей, як і в попередніх частинах, орієнтований на збройні сутички з ворогами та вирішення фізичних головоломок. В Half-Life 2: Episode One керований гравцем герой, Гордон Фрімен, більшість часу проводить з персонажем Алікс Венс. Штучний інтелект Алікс дозволяє їй реагувати на дії гравця — коментувати, коли той затримує увагу на якомусь предметі або вказувати на перешкоди, підказувати рішення ігрових завдань. Гордонові й Алікс часто доводиться допомагати один одному. Крім того, було поліпшено бойові здібності Алікс: якщо вороги підходять до неї надто близько, вона б'ється в рукопашну.
На початку Фрімен володіє єдиною зброєю — граві-гарматою, але впродовж сюжету заново збирає всю, яку мав у Half-Life 2, крім фероподів. На рівнях у Цитаделі граві-гармата отримує можливість маніпулювати органічними об'єктами, вражати ворогів та переносити енергетичні сфери, що допомагає в боротьбі і вирішенні головоломок.
Episode One містить коментарі розробників, що вперше було введено в додатковому рівні Lost Coast. Якщо вони дозволені гравцем, коментарі наявні на рівнях, позначені моделями хмаринок, як у коміксах. Коли гравець наводить на них приціл і тисне «взаємодіяти», відтворюється аудіозапис з мовою розробників про історію створення відповідного місця або персонажа. На час прослуховування персонаж стає невразливим, а здобуття карток досягнень призупиняється. Хмарка на цей термін втрачає оранжеве обрамлення, повідомляючи тим самим, що коментар ще триває.

## Сюжет

### Дія
Події продовжуються з того ж моменту, на якому закінчилася оригінальна Half-Life 2. Гордон Фрімен завадив Воллесу Бріну покинути Землю і знищив телепорт Цитаделі. В результаті стався вибух, але в останній момент час застиг і перед Гордоном виник таємничий G-Man. Похваливши його за виконану роботу, G-Man знову занурив Гордона в стазис.

### Глави
Глава 1: Надзвичайна тривога (англ. Undue alarm)
Гордон отямлюється, бачачи перед собою чорноту з уламками, серед яких є монітор, на якому Брін дорікає Гордону за спричинені ним руйнування. Гравець бачить себе на вершині Цитаделі, де Алікс застигла перед вибухом. Несподівано навколо Алікс виникають вортигонти, забираючи її з собою. Коли з'являється G-Man, вортигонти забирають і Гордона, що G-Man коментує словами «Це ми ще побачимо…» (англ. We'll see about that).
Робот Алікс на прізвисько Пес витягує Гордона з-під завалу, і Гордон бачить, що опинився біля підніжжя Цитаделі. Пес вручає йому граві-гармату, якою той прокладає шлях за Алікс. Дівчина знаходить термінал зв'язку Комбінату та викликає її батька, Ілая Венса, який разом з Айзеком Кляйнером вже далеко за містом. Ілай визначає, що Цитадель ось-ось вибухне, а доктор Кляйнер знаходить ризикований вихід врятувати Алікс і Гордона — повернутися в Цитадель і стабілізувати її ядро, щоб виграти час. Пес садить героїв у старий мікроавтобус і закидає його в отвір у стіні Цитаделі. Однак, підлога під автобусом провалюється, і він падає на кілька рівнів нижче.
Алікс зауважує, що споруда перебуває в гіршому стані, ніж вона очікувала. В одному з приміщень герої знаходять відеопанель з трансляцією Воллеса Бріна, що неабияк лякає Алікс, яка подумала начебто Брін ще живий. Впевнившись, що це не так, вона помічає рух під підлогою, який виявляється переміщенням Радника Цитаделі, котрий готується евакуюватися. Радник здійснює на героїв психічну атаку, від якої ті змушені тікати. Гордон в результаті потрапляє в конфіскаційне поле Цитаделі, яке знову заряджає його граві-гармату, давши змогу маніпулювати органікою і анігілювати ворожу зброю. З оновленою зброєю Гордон прокладає собі та Алікс шлях крізь Цитадель, яку починає трусити від нестабільності Ядра.
Глава 2: Пряме втручання (англ. Direct intervention)
Зустрічаючи численні руйнування та опір солдатів Комбінату, герої дістаються до кімнати управління Ядром. Там з комп'ютера Алікс дізнається, що сили Комбінату в Цитаделі самі для чогось дестабілізували Ядро. Полагодити його може тільки Гордон Фрімен, котрий володіє захисним костюмом проти радіації. Той вирушає активовувати три стабілізатори, зустрічаючи ворожих солдатів та робітників Цитаделі — спотворених людей сталкерів. Коли він повертається, Алікс вже з'ясувала чому земні сили Комбінату намагалися знищити Цитадель. Її вибух дасть достатню кількість енергії, за допомогою якої намісники Комбінату зможуть послати у свій світ якесь надзвичайно важливе повідомлення. Крім того, Алікс знаходить перехоплений запис від Джудіт Моссман, котра разом з повстанцями перебуває на арктичної базі в пошуках якогось «проєкту». Під час запису повідомлення на групу нападають війська Комбінату, Джудіт тікає і трансляція переривається. Алікс робить копію цих двох повідомлень, щоб потім передати їх батькові. Герої спускаються в приєднане до Цитаделі метро і обороняються від атак солдатів станцію до прибуття поїзда. Сівши у вагон, Алікс виявляє, що він завантажений капсулами зі сталкерами. Несподівано лунає вибух і поїзд перекидається.
Глава 3: На дні (англ. Lowlife)
Алікс і Гордон опинилися в місті у підземних гаражах, наповнених зомбі та хедкрабами. Алікс сподівається дістатися до іншої залізничної гілки та покинути Сіті 17 разом з іншими жителями. На шляху їм трапляються нові супротивники — захоплені хедкрабами солдати Комбінату — зомбайни. Вийшовши на поверхню, герої розуміють — через знищення реактора темної енергії Цитаделі захисне поле всього Сіті 17 вимкнулося, впустивши мурашиних левів.
Глава 4: Міський політ (англ. Urban flight)
Комбінат та повстанці активно евакуюють свої сили з міста. У цей час по місту транслюється промова Айзека Кляйнера, де говориться про те, що поле пригнічення, яке кілька десятків років не давало народжувати дітей, більше не діє через поломку Цитаделі. Гордон і Алікс, взявши участь у кількох боях, зустрічають старого друга Барні Калхуна, який очолює групу повстанців. Барні розповідає, що Опір, захопивши частину міської залізничної мережі, готує потяги для евакуації жителів з Сіті 17. Несподівано укриття групи Барні виявляють сканери-розвідники. Алікс з Гордоном відвертають увагу військ Комбінату, тим самим давши можливість повстанцям дістатися до залізничної станції. Домовившись зустрітися там же, Барні вручає Гордону символічний лом-цвяходер. Алікс з Гордоном у своїй подорожі опиняються в покинутій лікарні, борючись із зомбі та солдатами Комбінату. Їх виявляє літаюча машина Комбінату — Штурмовик, для бою з якою Гордон піднімається на горище і розстрілює її з ракетомета.
Глава 5: Вихід 17 (англ. Exit 17)
Герої добираються до вокзалу, де зустрічають Барні, який доручає їм прикривати групи повстанців, оскільки цьому намагається завадити Комбінат. Алікс займає кулеметний пост на станції посадки, а Гордон відводить до неї людей, зустрічаючи все сильніші атаки. Врешті ворог атакує зі всіх сторін, Алікс придумує обманути переслідувачів, сказавши Барні, щоб він з повстанцями їхав на першому поїзді, тоді як вона і Гордон сядуть на другий. Проте сісти на другий рейс не дає крокуюча машина страйдер. Гордон обходить противника і вражає добутими у сховках ракетами.
Гордон з Алікс нарешті сідають в останній вагон поїзда, який вирушає за вказаним Алікс з комп'ютера маршрутом. Вони від'їжджають на кілька кілометрів від Сіті 17, звідки евакуюються Радники, коли Ядро Цитаделі критично перевантажується. Над Цитаделлю формується портал до іншого світу, а вибух біля підніжжя накриває місто і наздоганяє потяг.

### Трейлер Half-Life 2: Episode Two
Після закінчення гри демонструється відеоролик, у якому показано фрагменти з наступної частини — Half-Life 2: Episode Two. Зокрема сцену одразу після аварії поїзда, де Алікс висить над прірвою, участь в продовженні вортигонтів та нових противників — міні-страйдерів.

## Розробка
Рішення випустити Episode One, як і взагалі випускати гру епізодами, було прийняте, щоб випускати її швидше, ніж глобальні проєкти минулого. Загалом розробка цього епізоду зайняла 18 місяців, тоді як Half-Life 2 — 6 років.
Основною темою в Цитаделі, де відбувається початок гри, став безперервний процес руйнування, який було складно реалізувати. Відсутність динамічного руйнування створювала враження, що обстановка не змінюється. Але якщо об'єкти руйнуються саме тоді, коли до них підходить персонаж, виникала награність. Тому аварії й поломки відбувалися як у безпосередній близькості так і на периферії зору, даючи ілюзію, що розпад відбувається незалежно від присутності гравця. Розробники не бажали відбирати у гравця управління при насиченості гри подіями на фоні. Для цього було вигадано, що Алікс час від часу вказує куди подивитися, наприклад, на руйнування Цитеделі. Тільки вибух Цитаделі був ефектом, який розробляли два місяці, і творці гри прагнули аби гравець бачив їхню роботу, не відволікаючись на щось інше. Щоб створити відчуття напруженої атмосфери, для Алікс було написано репліки, якими вона підганяє гравця, наприклад: «Поспішай!» або «Не зупиняйся!». Під час тестування стало ясно, що гравці воліють самостійно задавати темп гри, тож кількість таких реплік було зменшено. Разом з тим було введено локації, в яких гравець може перепочити і насолодитися цікавим видовищем — так звані панорами. До прикладу, такою стала зруйнована всередині Цитадель, де капсули зісковзували з рейок і падали в прірву, підкреслюючи думку про те, що Цитадель напів-занедбана і занурена в хаос. Інші мальовничі види служили «нагородою», коли гравець досягнув цілі і перед ним вже виникає нове завдання.
Дизайн Сіті 17 піддавався переосмисленням кілька разів. Дизайн зруйнованих вулиць розроблявся поетапно. Для початку левел-дизайнери будували звичайну вулицю, а потім руйнували частину будівель і прибрали кілька з них цілком, щоб посилити відчуття розгрому. За допомогою Photoshop скріншоти отриманих місць оброблялися для підбору відповідних кольору неба, освітлення і загальної гами. У підсумку основним стало освітлення, схоже на сонячне крізь пелену лісової пожежі. Щоб зробити його природнішим, дизайнери внесли ефект попелу і близький туман. Лікарня як і більшість об'єктів Сіті 17, була створена за зразком архітектури Східної Європи. Хірургічні лампи і загальна біло-жовта колірна гамма були взяті з фотографій чорнобильської лікарні. Творці умисно відмовилися від сучасних деталей інтер'єру, щоб лікарня здавалася старою.
Місцями довелося відмовитися від штучного інтелекту і доручити керування персонажами скриптам. Наприклад, було складно навчити Алікс ходити по вузькому карнизу вздовж урвища біля Цитаделі, тому її рух ним був заданий скриптово. Для Episode One було поліпшено систему міміки, додано близько 50 % нових мімічних груп. Крім того, розробники написали програму, що управляє амплітудою міміки, дозволяючи коригувати рух губ відповідно до емоцій і тону діалогу. У ранніх версіях гри Алікс набагато частіше давала підказки. Але тестування показало, що гравці воліють, щоб Алікс позначала для них мету, а потім чекала, поки вони її досягнуть. В результаті було вилучено майже всі її підказки.

## Оцінки й відгуки
| Агрегатор    | Оцінка |
| ------------ | ------ |
| GameRankings | 85,82% |
| Metacritic   | 87/100 |

| Видання     | Оцінка |
| ----------- | ------ |
| GameSpy     | 4,5/5  |
| GamesRadar+ | 5/5    |
| IGN         | 8,5/10 |

Доповнення Episode One отримало позитивні відгуки, зібравши оцінки у 87 балів зі 100 на агрегаторі Metacritic і 85,82 % на Gamerankings.
Сайт GamesRadar оцінив гру у найвищі 5 балів, особливо відзначивши персонажа Алікс за її штучний інтелект і майстерну вписаність до продовження історії. Зауважувалося, що при нетривалості сюжету, Episode One наповнена подіями і залишає відчуття довершеності доповнення.
У GameSpy дали 4,5/5, вказавши, що доповнення дає саме те, чого і очікували гравці: повернення до Сіті 17, нових ворогів, головоломки та захопливу історію. Доповнення було названо найкращим з шутерів свого часу, але з недоліків вказано невелику тривалість, що однак компенсується цікавими коментарями розробників.
IGN поставили 8,5/10, похваливши розробників за звернення до теми людяності та персоналізації персонажів, що є рідкістю для шутерів. Похвалу отримали також вдосконалення графіки, озвучення, зображення нових місць світу Half-Life 2 з незвичайними головоломками і новими противниками. Разом з тим зазначалося, що доповнення не показує якогось нового конфлікту, а є лише нетривалою частиною більшої сюжетної арки.

## Продовження
Half-Life 2: Episode Two вийшла у 2007 році. Епізод третій був запланований до виходу на Різдво 2007 року, але був скасований, оскільки Valve виявила, що епізодична модель суперечить їхнім зростаючим амбіціям щодо нових частин. Після скасування кількох подальших проєктів Half-Life, Valve випустила приквел, Half-Life: Alyx, у 2020 році.